# 커크 와이즈
커크 와이즈 (Kirk Wise, 1963년 8월 24일 캘리포니아주 샌프란시스코 출생)는 미국의 영화 감독이자 작가이다.
대학시절에 그는 유니버설 스튜디오와 매직 마운틴에서 캐리 커쳐를 그리면서 생활비를 충당했고 4학년 때 프리랜서로 취직했다. 대학 졸업 후 《용감한 토스터》, 《패밀리 록》, 그리고 스티븐 스필버그의 《어메이징 스토리》의 애니메이션을 맡았으며, 《올리버와 친구들》에서 스토리 구성과 캐릭터 설정에 참여하였다.
와이즈는 디즈니 영화 《아틀란티스 : 잃어버린 제국》 (2001), 《노틀담의 꼽추》 (1996), 《미녀와 야수》 (1991)를 감독하였으며, 《센과 치히로의 행방불명》 (2002) 영어판 더빙에서도 감독을 맡았다.
《아틀란티스 : 잃어버린 제국》, 《라이온 킹》 (추가 줄거리 요소)에서는 영화의 각본을 담당하기도 하였다.

## 출연 작품
- 오션스 (2009)
- 아틀란티스 - 잃어버린 제국 (2001)
- 노틀담의 꼽추 (1996)
- 머나먼 여정 (1993)
- 미녀와 야수 (1991)
- 올리버와 친구들 (1988)